# 尉犁县
尉犁县（維吾爾語：لوپنۇر ناھىيىسى‎，“罗布淖尔县”），是中国新疆维吾尔自治区巴音郭楞蒙古自治州所辖的一个县。
尉犁县是汉代古西域的渠犁国所在地；而“尉犁”一名源自縣境以北的另一個古國尉犁国。尉犁在蒙古语、维吾尔语中又名“罗布淖尔”，因附近的“罗布泊”而得名。

## 地理
尉犁县总面积为59399平方公里，尉犁中部是塔里木河，南部为塔里木盆地。
尉犁县蛭石储量占全国总储量的93%，居世界第二位。

## 人口
2020年末，根據全國第七次人口普查結果顯示：全县常住人口为101866人。
2002年人口为10万人。主要民族为维吾尔族、汉族和回族。

## 行政区划
尉犁县下辖3个镇、5个乡：
尉犁镇、团结镇、兴平镇、塔里木乡、墩阔坦乡、喀尔曲尕乡、阿克苏普乡和古勒巴格乡。

## 交通
- 218国道和格库铁路过境，后者设尉犁站。